# 希腊社会主义
希腊社会主义有着重要的历史，众多活动家、政治家和政党都认同社会主义理念。希腊的社会主义运动大约在20世纪初开始形成，最具代表性的是1918年在第一次泛希腊社会主义代表大会上成立的希腊共产党，以及在“政权变革”后成立的社会民主主义政党——泛希腊社会主义运动。